# Elena Murzina
Elena Anatol'evna Murzina (in russo Елена Анатольевна Мурзина?; Sverdlovsk, 15 giugno 1984) è un'ex ginnasta russa, specializzata nella ginnastica ritmica.

## Palmarès

### Olimpiadi
- 1 medaglia:
  - 1 oro (Atene 2004 nel concorso a squadre)